# Риквир
Риквир (фр. Riquewihr) или Райхенвайер (нем. Reichenweier) — коммуна на северо-востоке Франции, в регионе Гранд-Эст. Входит в кантон Сент-Мари-о-Мин округа Кольмар — Рибовилле, департамент Верхний Рейн. До марта 2015 года административно входил в состав упразднённого кантона Кайзерсберг.
Включён в Ассоциацию самых красивых деревень Франции и в туристический маршрут «Винная дорога Эльзаса».

## История
Со времён Средневековья Риквир — один из центров местной виноторговли со специализацией на рислинге. Облик посёлка мало изменился с XVI века, когда правители Вюртембергского дома выстроили здесь замок и ряд других сооружений.

## Географическое положение
Коммуна живописно расположена на винодельческой равнине Эльзаса, в 11 км от Кольмара.
Площадь коммуны — 17,04 км², население — 1273 человека (2006) с тенденцией к снижению: 1164 человека (2012), плотность населения — 68,3 чел/км².

## Население
Большинство жителей — протестанты.
Численность населения коммуны в 2011 году составляла 1174 человека, а в 2012 году — 1164 человека.
| 1962 | 1968 | 1975 | 1982 | 1990 | 1999 | 2006 | 2008 | 2011 | 2012 |
| ---- | ---- | ---- | ---- | ---- | ---- | ---- | ---- | ---- | ---- |
| 1397 | 1322 | 1195 | 1045 | 1075 | 1212 | 1273 | 1263 | 1174 | 1164 |

Динамика населения:

## Экономика
В 2010 году из 802 человек трудоспособного возраста (от 15 до 64 лет) 655 были экономически активными, 147 — неактивными (показатель активности 81,7 %, в 1999 году — 76,5 %). Из 655 активных трудоспособных жителей работали 577 человек (318 мужчин и 259 женщин), 78 числились безработными (42 мужчины и 36 женщин). Среди 147 трудоспособных неактивных граждан 50 были учениками либо студентами, 43 — пенсионерами, а ещё 54 — были неактивны в силу других причин.
На протяжении 2011 года в коммуне числилось 511 облагаемых налогом домохозяйств, в которых проживало 1160,5 человек. При этом медиана доходов составила 20377 евро на одного налогоплательщика.

## Достопримечательности

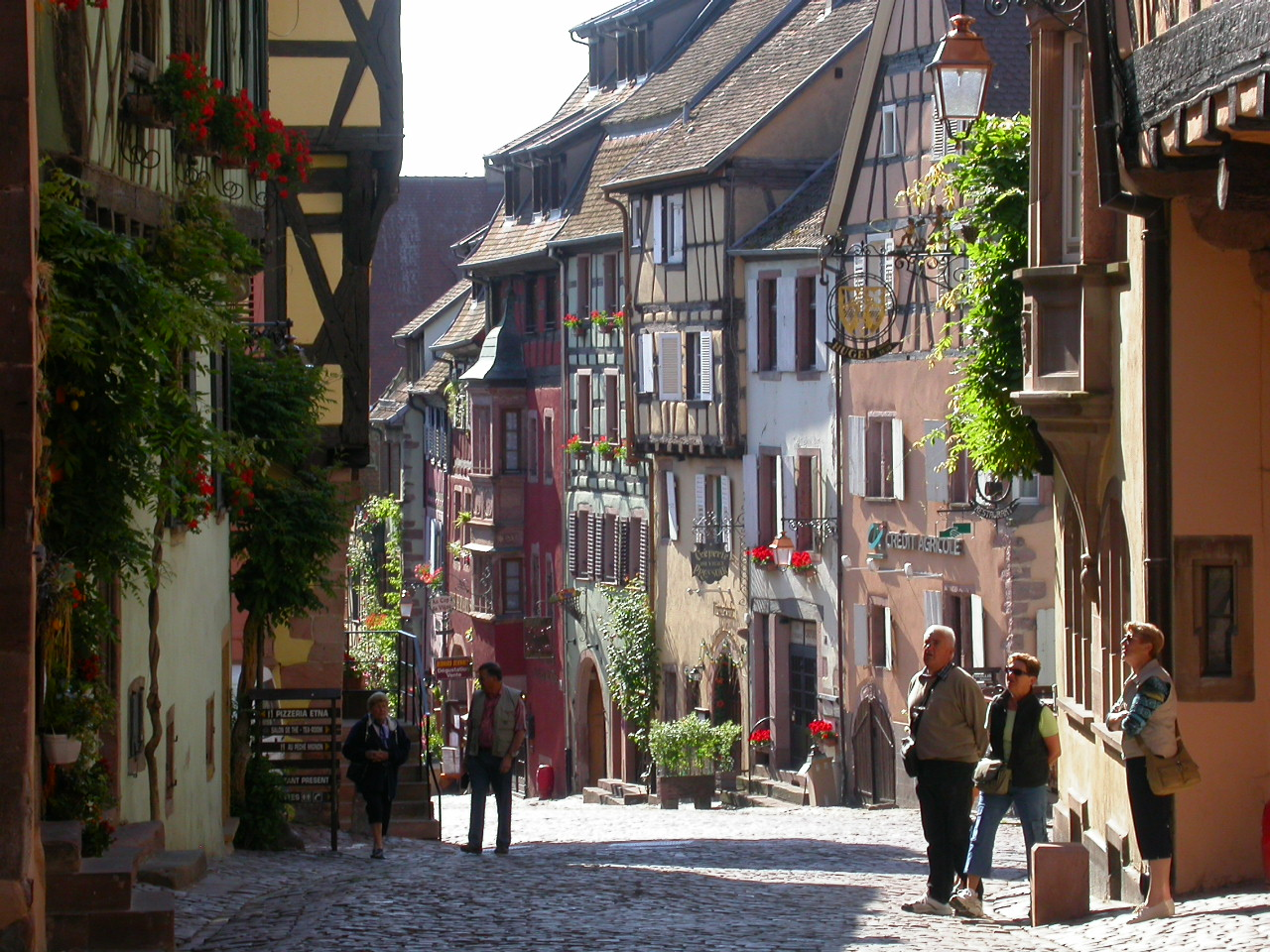
Центральная улица
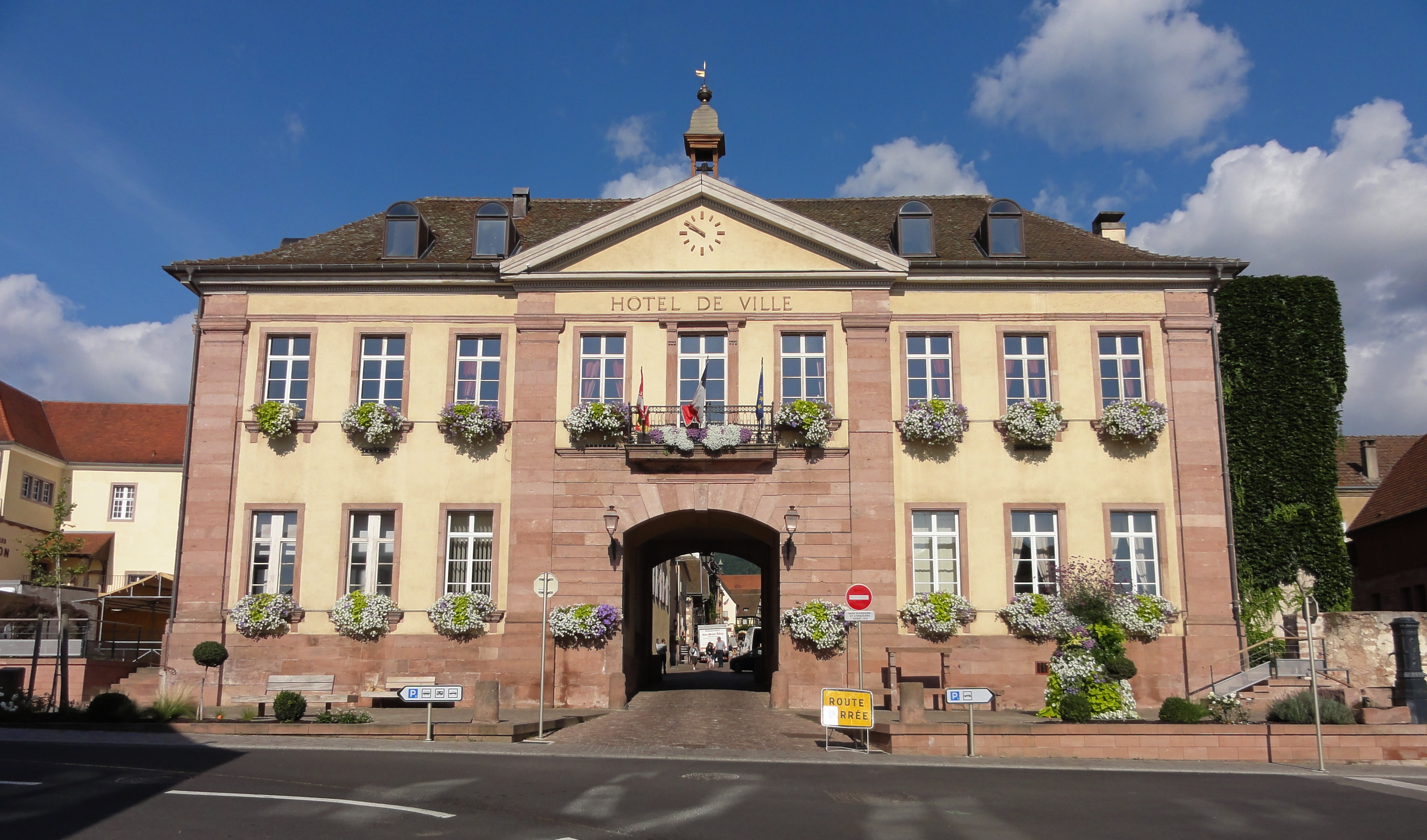
Мэрия
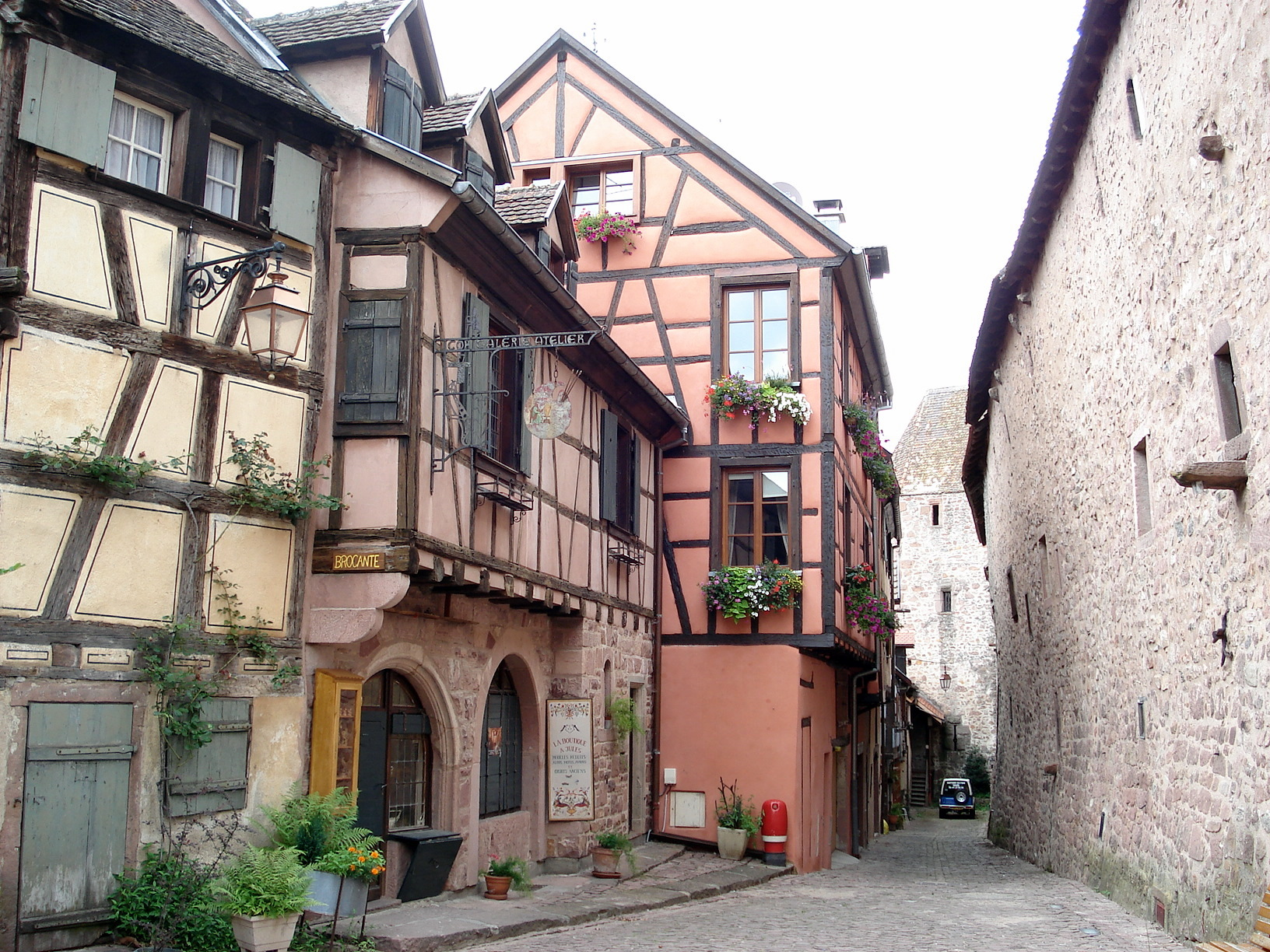
Средневековая улица
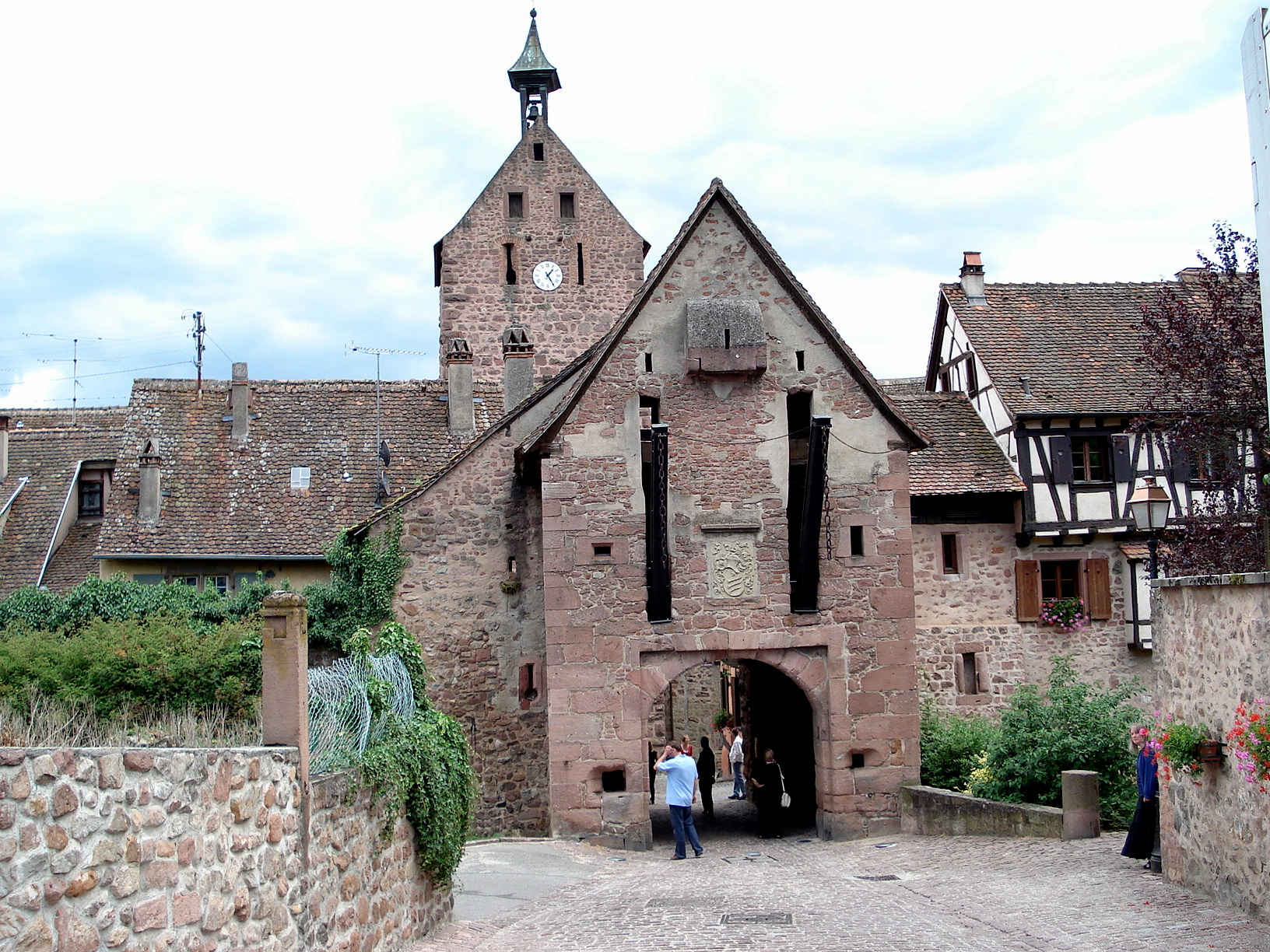
Древние ворота
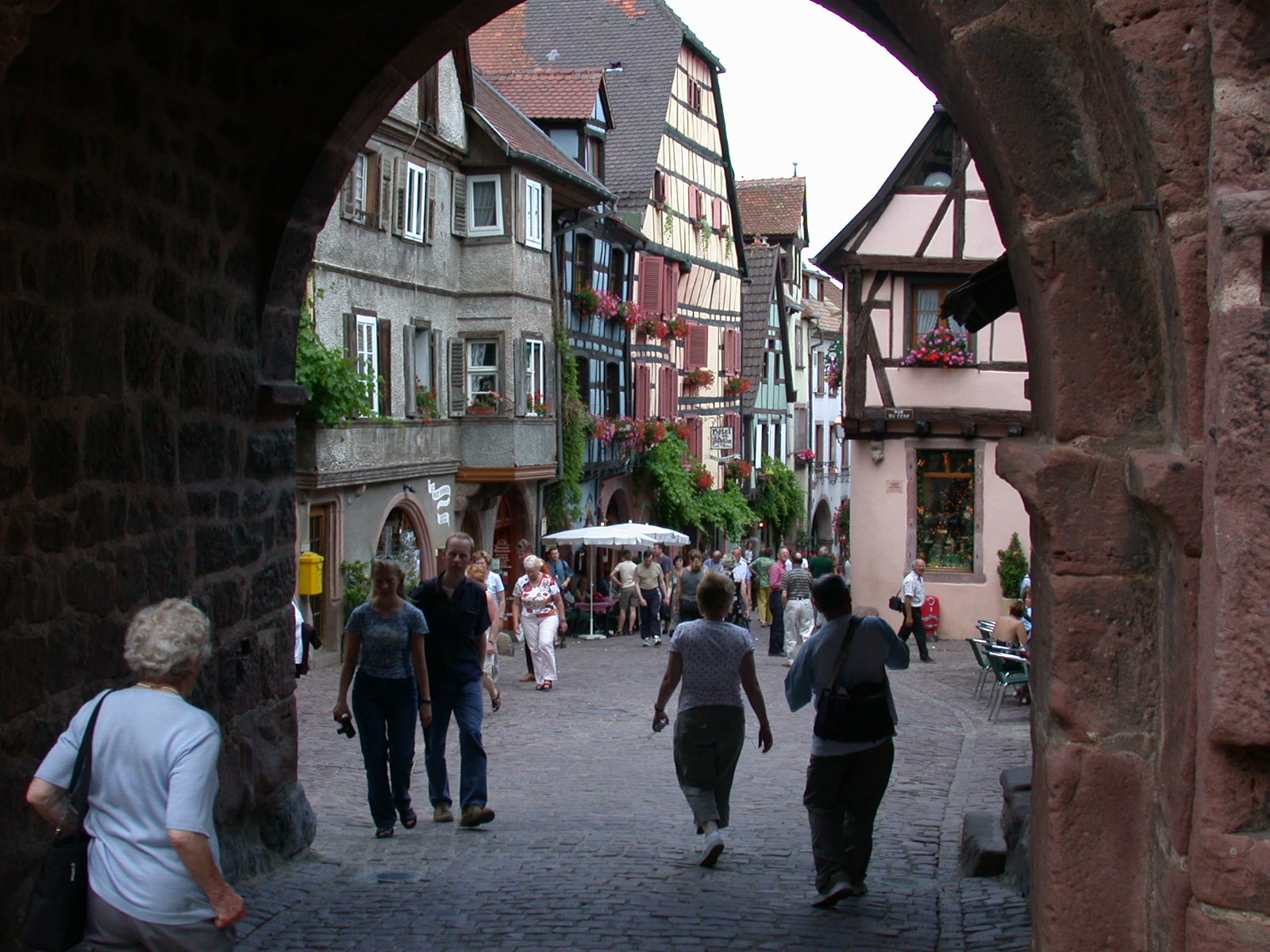
Вид на главную улицу